# 厉鬼将映
《厉鬼将映》 是2008年上映的泰语恐怖片。由辰塔维·塔纳西维主演。这部电影是索分·沙达菲斯导演的首部作品。总共赚了 5000 万泰铢，除泰国外，还在香港、意大利、马来西亚、墨西哥、秘鲁、新加坡、台湾、土耳其上映，海外盈利总额3,716,394美元。

## 剧情
电影放映员谦因沉迷大麻而陷入经济危机，毒瘾发作之际甚至不惜典当女友送的手表，为此诵愤然离开。决心洗心革面的谦此时仍在泥潭之中，为了还上欠款，他被黑道人物逼迫盗录还未上映的新片，以谋取不义之财。 
某晚，谦和好友育在影院盗录一部即将上映的恐怖片《厉鬼》。中途打瞌睡的谦醒来，却发现育已不见踪影，最后竟发现育的尸体出现在影片之中。不久后他得知，影片根据一个真实事件改编，片中死于吊颈的扶桑嫂竟然确有其人。他和诵共同走访案件发生地，却无意中得知了影片拍摄过程中的秘密。

## 演员表
- 沃拉甘·罗尊纳维
- 辰塔维·塔纳西维
- 莎林·托马斯

## 票房
台灣方面獲得2440萬元。